# Zara Larsson
Zara Larsson, née le 16 décembre 1997 dans le comté de Stockholm, est une auteure-compositrice-interprète et réalisatrice de clips suédoise.
Elle est principalement connue en Europe grâce à son single Uncover sorti en 2013. Deux ans plus tard, elle se fait connaître à l'échelle mondiale grâce au morceau Never Forget You avec MNEK.

## Biographie

### Son enfance
Née à l'hôpital universitaire Karolinska de Solna, Zara Maria Larsson est la fille aînée de Agnetha Larsson (née le 30 janvier 1963), une infirmière, et de Andres Larsson (né le 25 mars 1964), un fonctionnaire. Elle explique lors d'une interview qu'à sa naissance, le cordon ombilical s'était enroulé autour de son cou, lui coupant alors la respiration. Elle a grandi à Tallkrogen, un quartier de banlieue situé au sud du centre de Stockholm, avec ses deux parents et sa sœur cadette, Hanna Larsson (née le 26 mars 2000), qui est également chanteuse et qui fait partie d'un groupe, appelé lennixx.
Passionnée de musique depuis l'enfance, Zara chantait n'importe où, n'importe quand depuis que sa maman lui a offert l'album de Carola Häggkvist. Elle commencera à imiter la chanteuse suédoise, puis sera fascinée par la chanteuse américaine, Whitney Houston. Elle déclare qu'à l'âge de cinq ans, elle souhaitait devenir une légende immortelle, tel que Elvis Presley.
Zara est allée à l'école primaire de Gubbängs (sv), puis a étudié à l'école de danse, Royal Swedish Ballet School, jusqu'à l'âge de quinze ans. Par la suite, elle a étudié dans une école d'art, Kulturama qui lui fait alors ouvrir les yeux sur les différents problèmes sociétaux, tels que le sexisme, l'homophobie, ou encore la pauvreté. En 2015, elle déclare avoir refusé d'étudier à École de musique Adolf Fredrik (sv), car elle ne voulait pas faire partie d'une chorale.

### Carrière

#### 2008-2011: Ses débuts

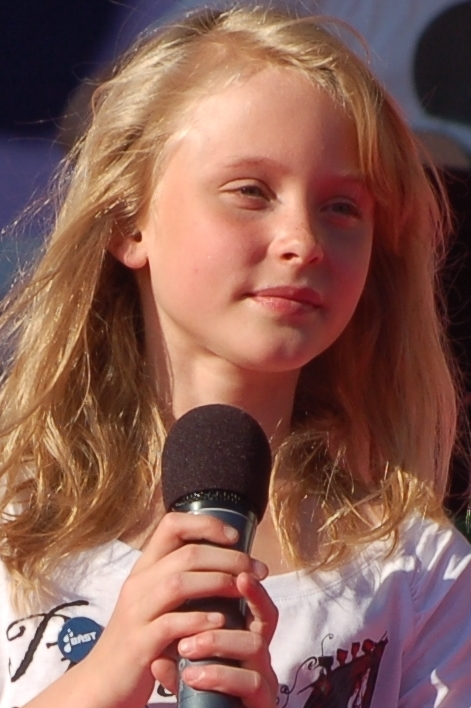
Zara Larsson en 2008.

En 2008, à l'âge de dix ans, Zara remporte la nouvelle saison de Talang, la version suédoise de La France a un incroyable talent. Elle y chante la célèbre chanson de Céline Dion, My Heart Will Go On, qui devient son premier single officiel ; le single reste à la septième position dans les charts suédois pendant une semaine.
Entre décembre 2009 et janvier 2010, à seulement douze ans, elle participe à l'émission de télé-réalité suédoise, Jag ska bli stjärna (en français, « Je désire devenir une célébrité »), qui consiste à aider les plus jeunes talents à percer dans le milieu de la musique. A cette époque, elle est parrainée par la chanteuse suédoise Laila Bagge Wahlgren, qui l'emmène à Los Angeles afin de rencontrer les dirigeants des trois grosses maisons de disques : Universal Music Group, Sony Music et Warner Music Group. Elle n'obtient, cependant, aucun contrat en raison de son jeune âge.

#### 2012-2014: Sa percée avec1

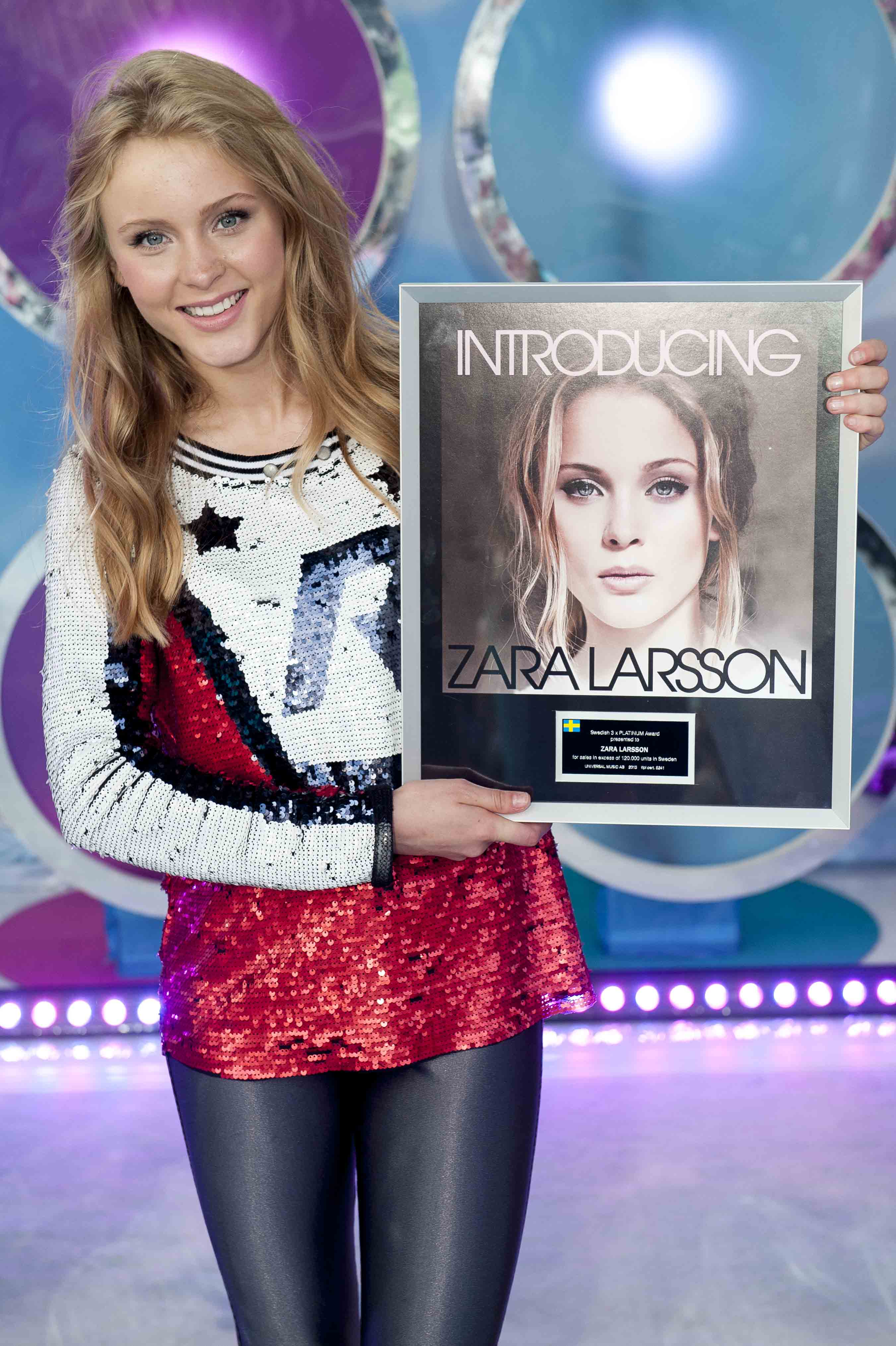
Zara Larsson en 2013.

En 2012, à l'âge de quatorze ans, elle signe un contrat avec la maison de disques suédoise, TEN Music Group. Elle enregistre un EP, intitulé Introducing - sorti le 9 décembre 2012. Le premier single, intitulé Uncover, la propulse sur le devant de la scène, et lui permet de se faire connaître principalement en Europe. La chanson est même certifiée disque de platine en Suède, puis son EP est certifié triple disque de platine en juillet 2013.
Le 27 mars 2013, Zara dévoile son nouvel EP, via le clip d'une chanson inédite, intitulée She's Not Me (Part 1). Le 3 avril, elle annonce qu'elle vient de signer un contrat de trois ans avec la maison de disques américaine, Epic Records. Quatre mois plus tard, elle sort son deuxième EP, intitulé Allow Me to Reintroduce Myself. Le 11 décembre, elle chante sur la scène du prix Nobel de la paix à Oslo.
Le 1er octobre 2014, elle sort son premier album officiel, intitulé 1, dans lequel paraissent ses plus gros tubes tels que Uncover, She's Not Me, Bad Boys ou encore Weak Heart. L'album fut certifié disque de platine en Suède, puis elle assure la première partie de la tournée mondiale de la chanteuse britannique, Cher Lloyd, "I Wish Tour".

#### 2015-2017:So Goodet succès international

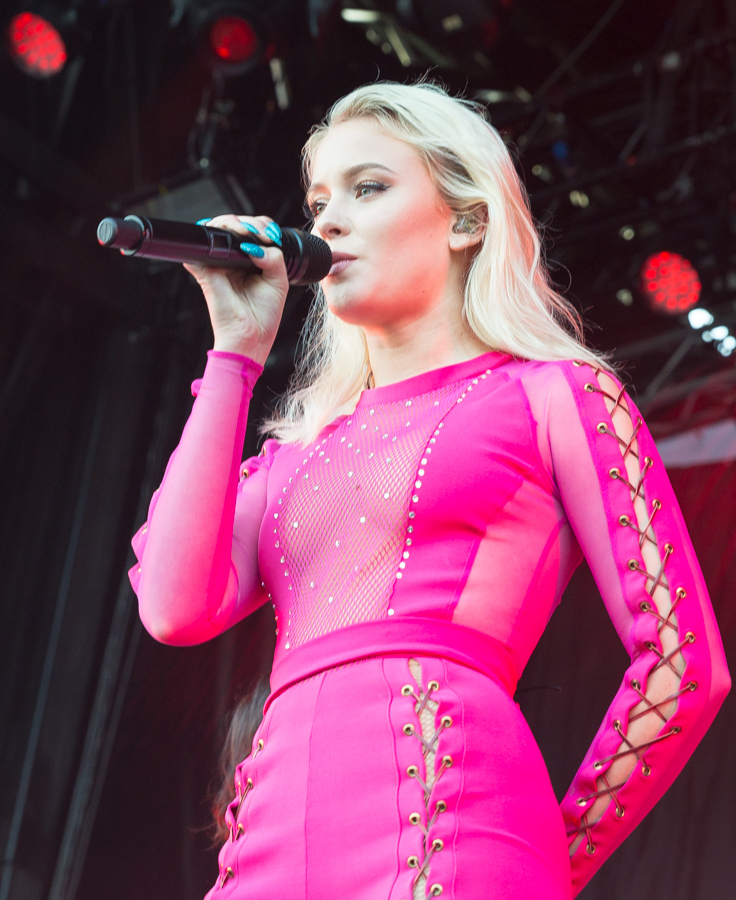
Zara Larsson sur scène en juillet 2016.

Le 5 juin 2015, à dix-sept ans, elle sort un nouveau single, intitulé Lush Life, qui est alors certifié quadruple disque de platine en Suède. Le single fait sa place dans le Top 5 des charts de dix-huit pays, et est certifié disque de platine dans seize pays. Un mois plus tard, elle sort un deuxième single, intitulé Never Forget You en collaboration avec le chanteur britannique MNEK. Le single se place en tête des charts en Suède, à la troisième position des charts en Australie, puis à la cinquième position des charts au Royaume-Uni,.

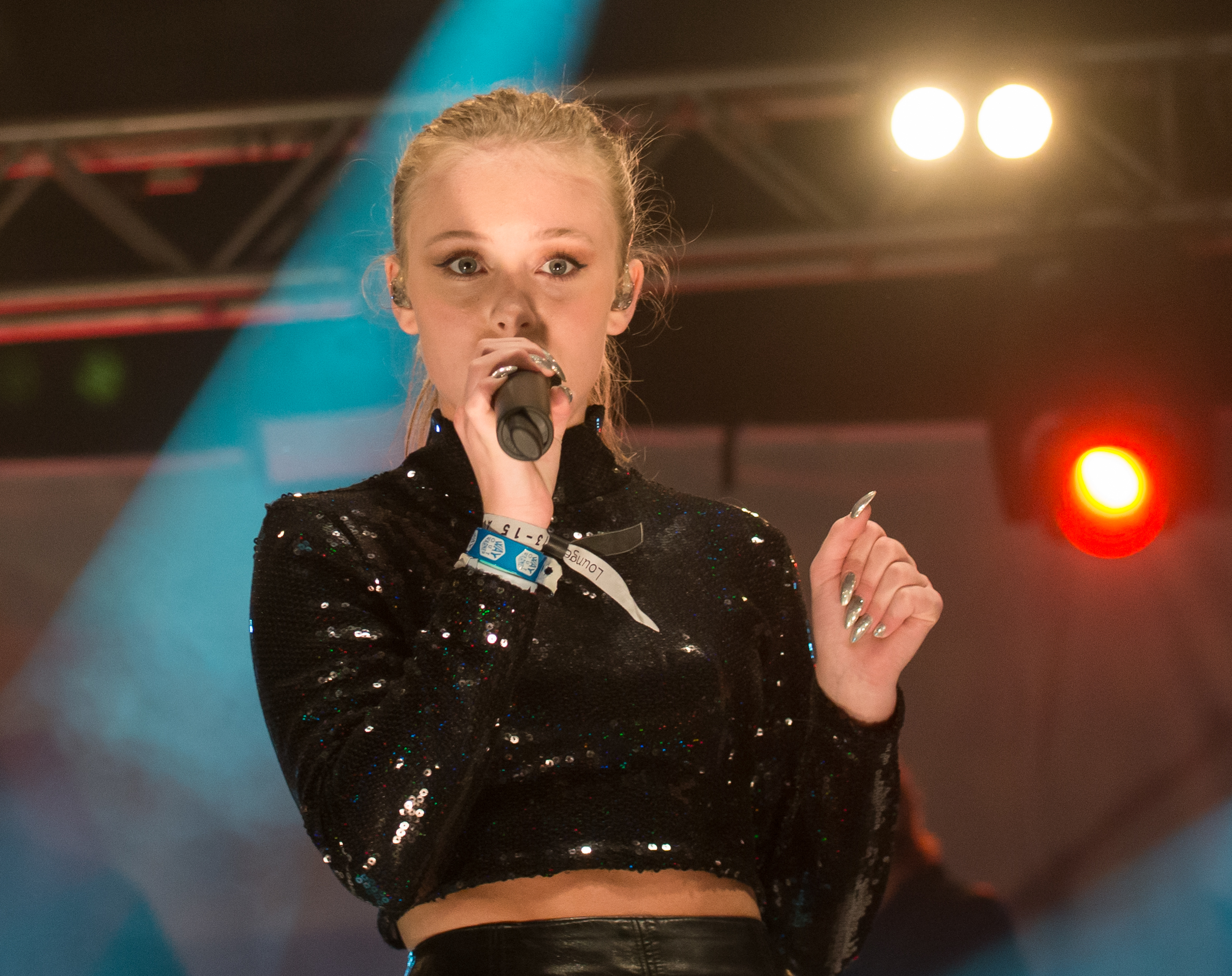
Zara Larsson lors du Stockholm Culture Festival en août 2015.

En 2016, le rappeur britannique Tinie Tempah collabore avec la chanteuse suédoise sur le titre Girls Like. Un peu plus tard, à l'occasion de l'Euro 2016, le DJ français David Guetta collabore avec la jeune femme de dix-huit ans sur le titre This One's for You qui deviendra rapidement célèbre.
En septembre 2016, elle sort le troisième single de son prochain album, intitulé Ain't My Fault. Le mois suivant, elle apparaît dans le classement des "30 adolescents qui ont le plus d'influence en 2016" par le magazine Time. Le 11 novembre, elle sort un quatrième single, intitulé I Would Like.
En janvier 2017, elle sort un cinquième single, intitulé So Good, avec le rappeur américain Ty Dolla Sign. Deux mois plus tard, elle sort officiellement son deuxième album, mais officieusement son premier album à l'échelle mondiale, intitulé So Good. Cet album note plusieurs collaborations, notamment avec Clean Bandit sur Symphony ou encore Wizkid sur Sundown. L'album s'impose dans le Top 10 au Royaume-Uni, en Suède, en Australie, en Finlande, en Nouvelle-Zélande, en Norvège, ainsi qu'au Danemark.
En mai 2017, elle sort un sixième single, afin de promouvoir l'album, intitulé Don't Let Me Be Yours, puis un septième single, intitulé Only You, en août.

#### 2017-2021:Poster Girl

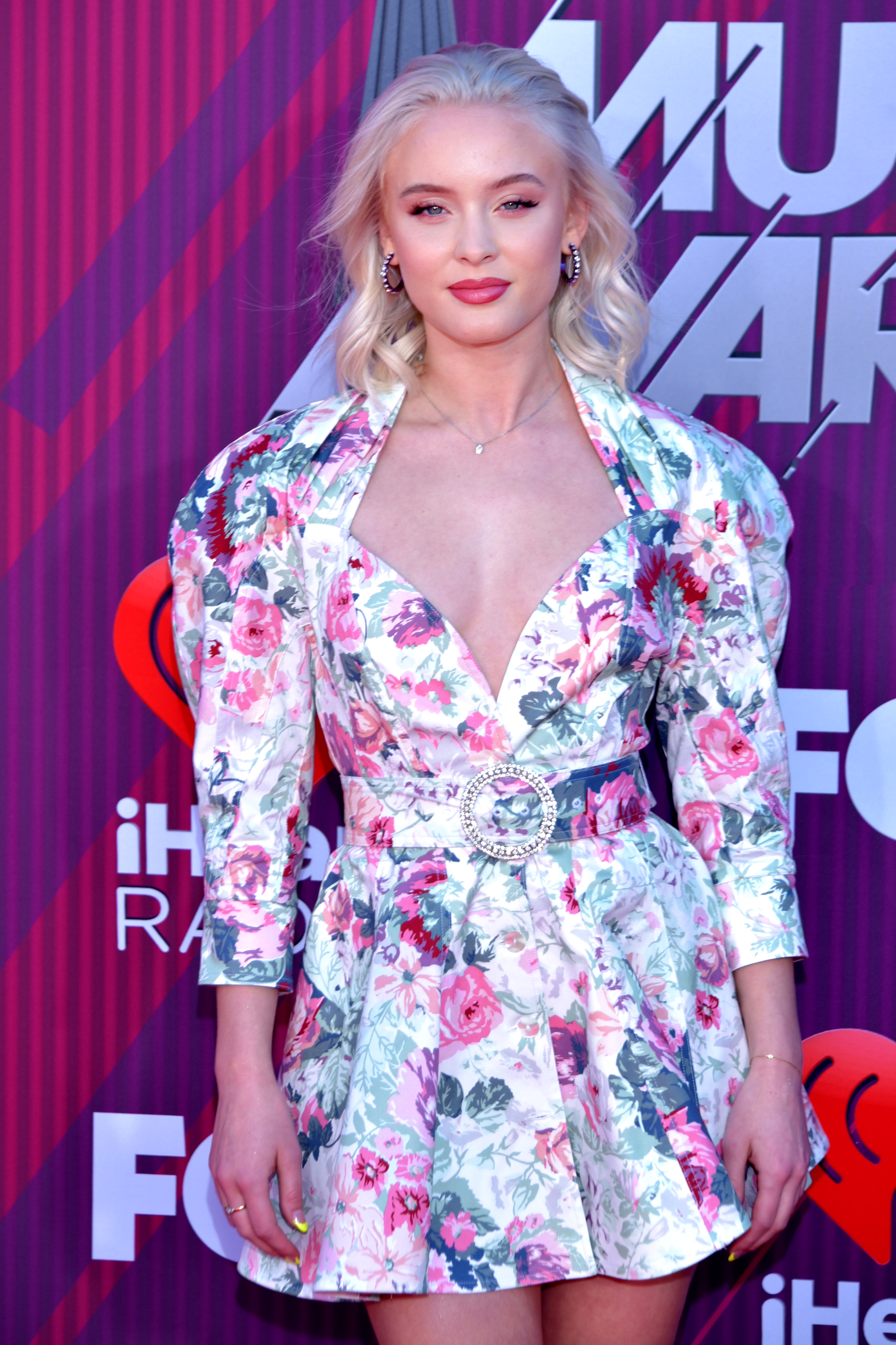
Zara Larsson lors des IHeartRadio Music Awards en mars 2019.

En septembre 2017, Zara annonce qu'elle travaille déjà sur son troisième album, et qu'elle a déjà co-écrit deux chansons avec MNEK. Le 11 décembre, elle chante sur la scène du prix Nobel de la paix, aux côtés de John Legend.
En janvier 2018, elle apparaît dans le classement des "30 artistes de moins de 30 ans les plus influents" du magazine Forbes.
En octobre 2018, elle sort le premier single de son nouvel album, intitulé Ruin My Life qui fut un vrai succès commercial à l'échelle mondiale. Durant l'année 2019, elle sort deux autres singles, Don't Worry Bout Me et All the Time, ainsi qu'un single promotionnel, intitulé Wow, en collaboration avec Marshmello - qui apparaît sur la bande originale du film Work It, produit par Alicia Keys.
Elle collabore également avec le rappeur italien, Fedez, sur la chanson Holding Out for You. Fin mai 2019, elle collabore avec le chanteur écossais Tom Walker sur la chanson Now You're Gone. Le 8 novembre 2019, elle sort le single, Invisible, pour le film d'animation Klaus.
En mars 2020, elle sort un single avec le rappeur américain Tyga et le DJ norvégien Kygo, intitulé Like It Is. Trois mois plus tard, elle sort le deuxième single officiel de son prochain album, intitulé Love Me Land. A la rentrée 2020, elle décide de sortir Wow comme le troisième single officiel. Elle enregistre même une version remix avec l'actrice et chanteuse américaine, Sabrina Carpenter.
En janvier 2021, elle sort un quatrième single, intitulé Talk About Love, en collaboration avec le rappeur américain Young Thug - dont le clip est sorti le 8 janvier 2021 dans lequel son petit-ami, Lamin Alexander Holmen, apparaît. Elle co-réalise le clip avec Ryder Ripps. Elle annonce dans la foulée que son troisième album, intitulé Poster Girl, sortira le 5 mars 2021. En mai 2021, soit deux mois après la sortie de son album, elle sort une édition "spécial été" de Poster Girl avec deux chansons inédites.

#### 2022-présent:VenusetPretty Ugly

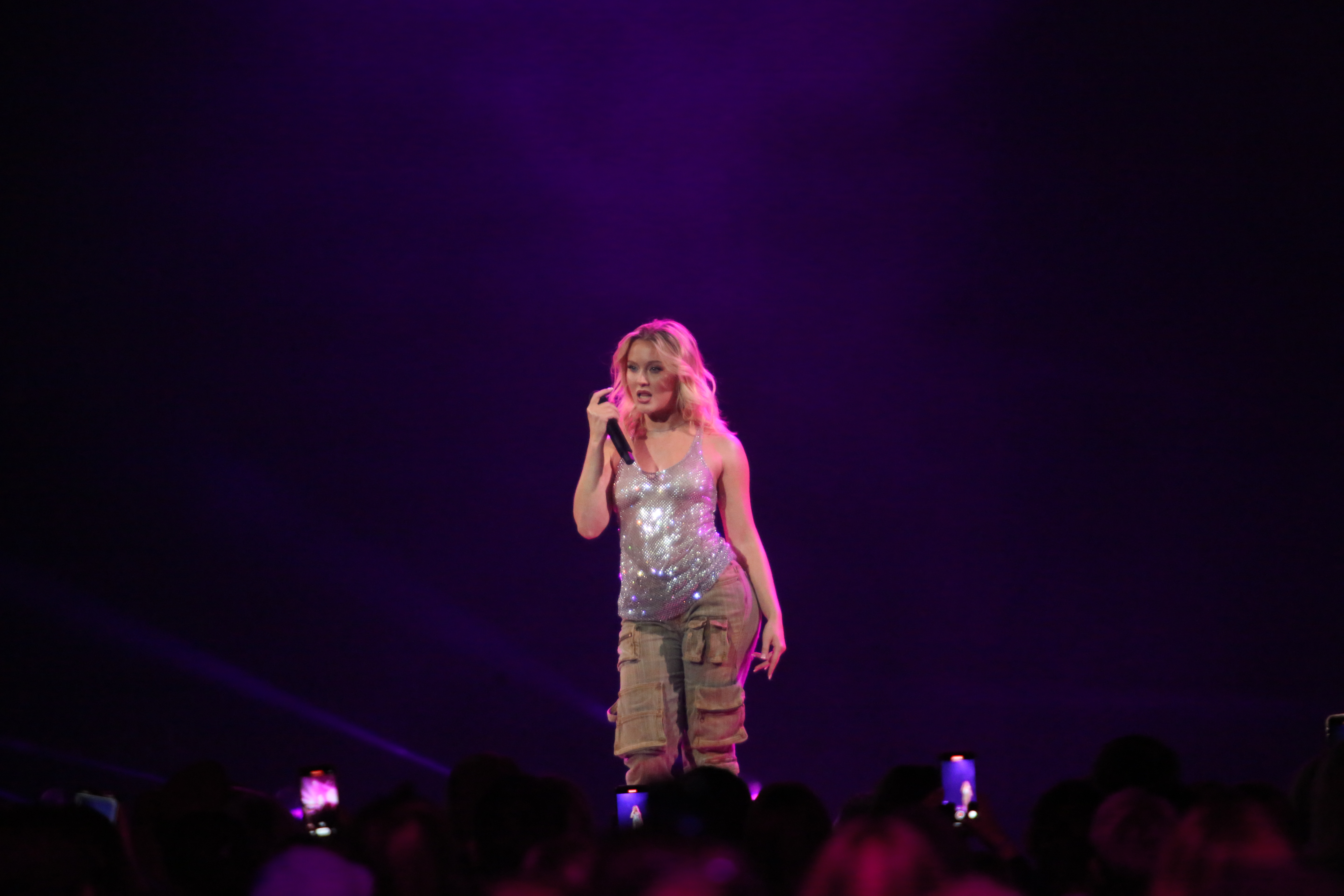
Zara Larsson en 2023.

En avril 2022, Zara Larsson collabore avec le DJ suédois Alesso et sort un nouveau single intitulé Words qui connaît un succès modéré.
En juin 2022, Zara Larsson met un terme à son contrat avec le label TEN Music Group, et crée son propre label baptisé Sommer House en collaboration avec Epic Records afin que sa musique puisse sortir à l'international.
Le 26 janvier 2023, elle sort un nouveau single, intitulé Can't Tame Her, premier extrait de son quatrième album, intitulé Venus - dont la sortie est prévue pour le 9 février 2024.

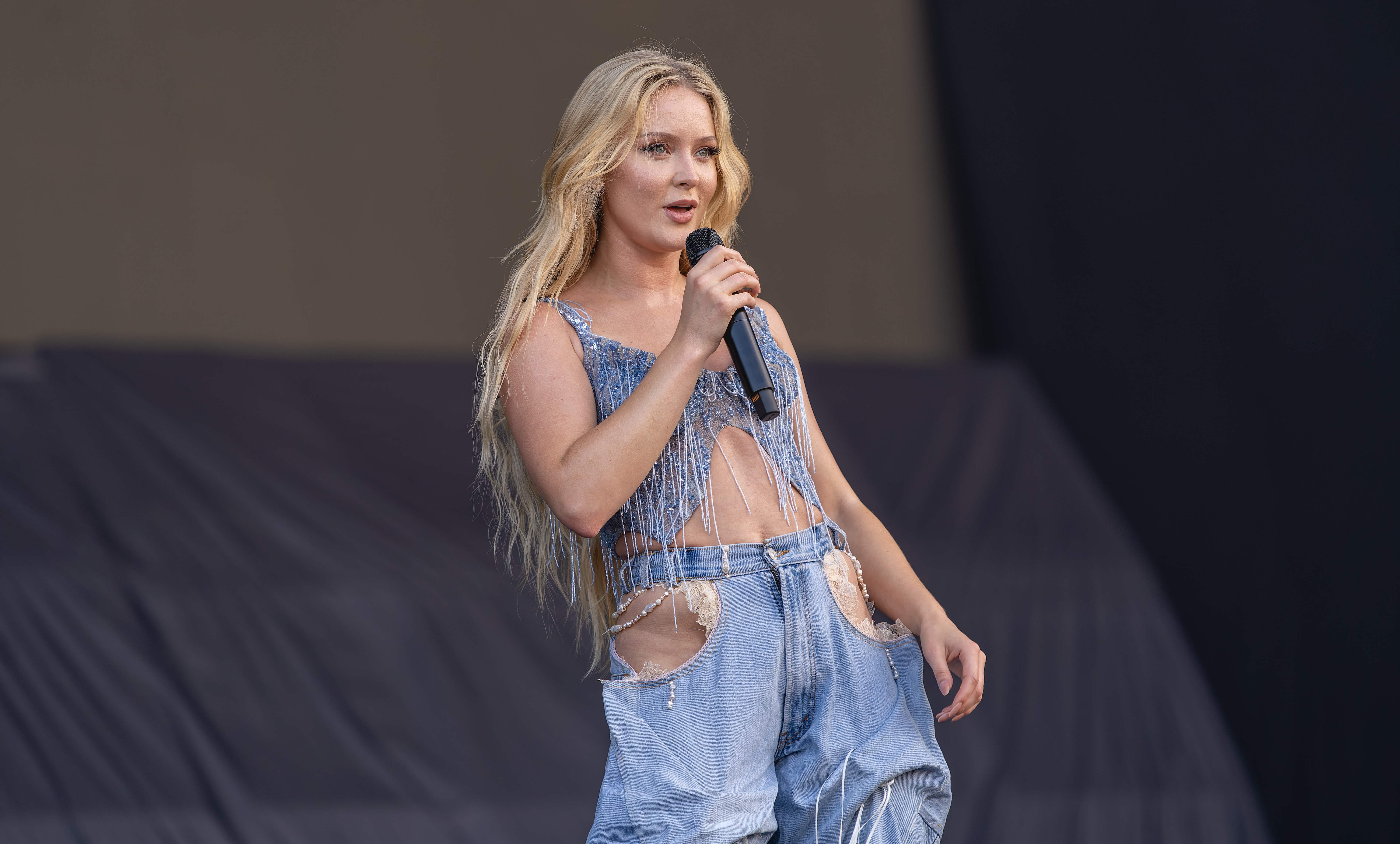
Zara Larsson en 2024.

Le 15 mai 2023, Netflix annonce la sortie prochaine d'un film dramatique suédois dans lequel Zara Larsson interprètera un personnage important. Le 19 mai 2023, Zara Larsson sort le deuxième extrait de son futur album, intitulé End of Time. Le 15 septembre 2023, elle sort un troisième single, intitulé On My Love, en collaboration avec David Guetta et tourne avec sa sœur Hanna Larsson pour le clip de la chanson qu'elle co-réalise avec Mutant. 
Le 1er décembre 2023, elle sort un EP spécial fêtes de fin d'année, intitulé Honor The Light, qui comporte six chansons dont les deux singles promotionnels : Memory Lane et Winter Song. Le 19 janvier 2024, elle sort un quatrième single, intitulé You Love Who You Love, extrait de son album Venus. Une nouvelle fois, elle co-réalise le clip avec Viivi Huuska.
Dès le 16 février 2024, Zara Larsson débute une tournée européenne, appelée "Venus Tour" jusqu'au 16 mars de la même année. Durant l'été 2024, elle fait la tournée des festivals en Europe avant d'assurer la première partie des concerts du DJ Kygo en Amérique du Nord du 25 septembre au 17 octobre 2024. Elle poursuit ensuite sa propre tournée "Venus Tour" en Amérique du Nord du 27 octobre au 7 novembre 2024. 
Le 31 mai 2024, Zara Larsson est en tête d'affiche du film dramatique suédois Une partie de toi sur Netflix.
En 2025, Zara Larsson assurera la première partie des concerts de la chanteuse Tate McRae en Amérique du Nord sur sa tournée internationale "Miss Possessive Tour", dès le 4 août 2025 jusqu'au 27 septembre de la même année.
Le 25 avril 2025, elle sort un nouveau single, intitulé Pretty Ugly, et dévoile dans la foulée un extrait de son prochain single, intitulé Midnight Sun, ainsi que la préparation de son prochain album qui sortira le 26 septembre 2025.

### Vie privée

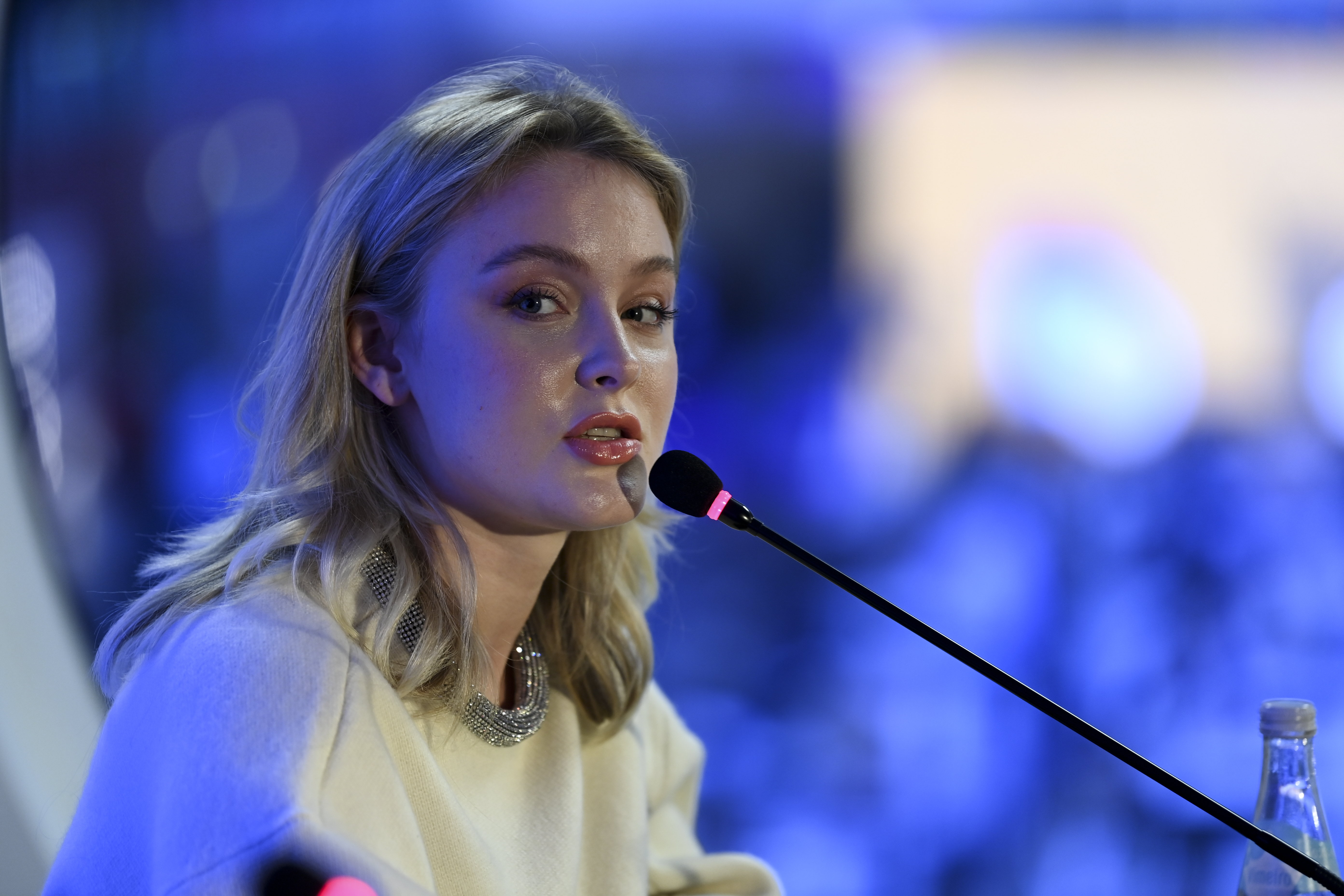
Zara Larsson lors d'une conférence de presse à Lisbonne en novembre 2021.

Lors de nombreuses entrevues, Zara Larsson se décrit comme étant une "féministe dévouée", et ne manque jamais de partager ses opinions - même les plus scandaleuses - sur les réseaux sociaux. Elle exprime régulièrement son admiration pour la chanteuse et actrice, Beyoncé - autant pour sa carrière de chanteuse que pour ses mouvements féministes. Elle explique alors recevoir régulièrement énormément de commentaires "haineux" à cause de ses activités féministes et que, bien souvent, il se dit qu'elle "déteste les hommes", mais elle affirme que cela ne la touche pas que les gens pensent que c'est le cas.
Zara Larsson est bilingue : elle parle le suédois, sa langue maternelle ainsi que l'anglais.

#### Relations amoureuses
De juin 2017 à août 2019, Zara Larsson est en couple avec Brian H. Whittaker (né le 21 août 1999), un mannequin britannique, rencontré via les réseaux sociaux en 2015,. Depuis janvier 2020, elle est en couple avec le danseur et chorégraphe américano-suédois Lamin Alexander Holmén (né le 2 janvier 1993),,.

## Discographie

### Albums studios
- 1 (sorti le 1er octobre 2014 sous les labels TEN Music Group et Universal Music Group)
- So Good (sorti le 17 mars 2017 sous les labels TEN Music Group et Epic Records)
- Poster Girl (sorti le 5 mars 2021 sous les labels TEN Music Group et Epic Records)
- Venus (sorti le 9 février 2024 sous les labels Sommer House et Epic Records)
- Midnight Sun (sort le 26 septembre 2025 sous les labels Sommer House et Epic Records)

### EP
- Introducing (sorti le 9 décembre 2012 sous les labels TEN Music Group et Universal Music Group)
- Allow Me to Reintroduce Myself (sorti le 5 juillet 2013 sous les labels TEN Music Group et Universal Music Group)
- Uncover (sorti le 16 janvier 2015 sous les labels TEN Music Group et Epic Records)
- The Remixes (sorti le 18 décembre 2015 sous les labels TEN Music Group et Epic Records)
- Honor The Light (sorti le 1er décembre 2023 sous les labels Sommer House et Epic Records)

### Singles

#### Artiste solo
| Année | Titre                              | Certification | Album                          |
| ----- | ---------------------------------- | --- | ------------------------------ |
| 2008  | My Heart Will Go On                | — | —                              |
| 2013  | Uncover                            | 6x disque de platine (GLF) 3x disque de platine (IFPI DEN) disque de platine (IFPI NOR) | Introducing                    |
| 2013  | She's Not Me                       | Disque d'or (GLF) | 1                              |
| 2013  | Bad Boys                           | Disque d'or (IFPI DEN) | 1                              |
| 2014  | Carry You Home                     | Double disque de platine (GLF) | 1                              |
| 2014  | Rooftop                            | Disque de platine (GLF) Disque d'or (IFPI DEN) | 1                              |
| 2015  | Weak Heart                         | — | 1                              |
| 2015  | Lush Life                          | 10x disque de platine (GLF) 5x disque de platine (ARIA) 3x disque de platine (BPI) 3x disque d'or (BVMI) 2x disque de platine (IFPI DEN) 4x disque de platine (IFPI NOR) 2x disque de platine (IFPI SWI) disque de platine (NVPI) disque de platine (RIAA) 2x disque de platine (RMNZ)   | So Good                        |
| 2015  | Never Forget You (feat. MNEK)      | 5x disque de platine (GLF) 5x disque de platine (ARIA) 2x disque de platine (BPI) disque de platine (BVMI) disque de platine (IFPI DEN) 3x disque de platine (IFPI NOR) 4x disque de platine (NVPI) disque de platine (IFPI SWI) 3x disque de platine (RIAA) 2x disque de platine (RMNZ) | So Good                        |
| 2016  | Ain't My Fault                     | 3x disque de platine (GLF) 2x disque de platine (ARIA) disque de platine (BPI) disque d'or (BVMI) disque d'or (IFPI DEN) 2x disque de platine (IFPI NOR) disque d'or (IFPI SWI) disque de platine (RIAA) disque d'or (RMNZ)                                                              | So Good                        |
| 2016  | I Would Like                       | disque de platine (GLF) 2x disque de platine (ARIA) disque de platine (BPI) disque d'or (IFPI DEN) disque de platine (IFPI NOR) disque d'or (IFPI SWI) disque d'or (RMNZ) | So Good                        |
| 2017  | So Good (feat. Ty Dolla Sign)      | disque d'or (GLF) disque d'or (ARIA) disque d'or (IFPI NOR) | So Good                        |
| 2017  | Don't Let Me Be Yours              | — | So Good                        |
| 2017  | Only You                           | disque de platine (IFPI NOR) | So Good                        |
| 2018  | Ruin My Life                       | 2x disque de platine (GLF) disque de platine (ARIA) disque de platine (BPI) disque d'or (IFPI DEN) 2x disque de platine (IFPI NOR) disque d'or (RIAA) disque d'or (RMNZ) | Poster Girl                    |
| 2019  | Don't Worry Bout Me                | disque d'or (GLF) disque d'argent (BPI) disque d'or (IFPI NOR) | —                              |
| 2019  | A Brand New Day (feat. BTS)        | — | BTS World: Original Soundtrack |
| 2019  | All the Time                       | disque d'or (IFPI NOR) | —                              |
| 2019  | Invisible                          | — | Klaus                          |
| 2020  | Like It Is (feat. Tyga & Kygo)     | disque de platine (IFPI NOR) | Golden Hour                    |
| 2020  | Love Me Land                       | disque d'or (GLF) | Poster Girl                    |
| 2020  | Wow                                | — | Poster Girl                    |
| 2021  | Talk About Love (feat. Young Thug) | — | Poster Girl                    |
| 2023  | Can't Tame Her                     | disque de platine (GLF) disque de platine (BPI) disque d'or (IFPI DEN) | Venus                          |
| 2023  | End of Time                        | — | Venus                          |
| 2023  | On My Love (feat. David Guetta)    | disque d'or (GLF) | Venus                          |
| 2023  | Memory Lane                        | — | Honor The Light                |
| 2023  | Winter Song                        | — | Honor The Light                |
| 2024  | You Love Who You Love              | — | Venus                          |
| 2025  | Pretty Ugly                        | — | Midnight Sun                   |
| 2025  | Midnight Sun                       | — | Midnight Sun                   |
| 2025  | Crush                              | — | Midnight Sun                   |

#### En featuring
| Année | Titre                                                         | Certification | Album                    |
| ----- | ------------------------------------------------------------- | --- | ------------------------ |
| 2016  | Girls Like de Tinie Tempah (feat. Zara Larsson)               | disque de platine (ARIA) 2x disque de platine (BPI) disque d'or (BVMI) disque de platine (IFPI DEN) 2x disque de platine (IFPI NOR) disque d'or (RMNZ)                                                                         | Youth                    |
| 2016  | This One's for You de David Guetta (feat. Zara Larsson)       | disque d'or (BPI) disque d'or (BVMI) disque de platine (IFPI DEN) 2x disque de platine (IFPI NOR) disque d'or (IFPI SWI) | —                        |
| 2017  | Symphony de Clean Bandit (feat. Zara Larsson)                 | 4x disque de platine (ARIA) 3x disque de platine (BPI) disque de platine (BVMI) disque de platine (IFPI DEN) 4x disque de platine (IFPI NOR) 2x disque de platine (IFPI SWI) disque de platine (RIAA) disque de platine (RMNZ) | So Good et What Is Love? |
| 2019  | Holding Out for You de Fedez (feat. Zara Larsson)             | — | Paranoia Airlines        |
| 2019  | Now You're Gone de Tom Walker (feat. Zara Larsson)            | disque d'argent (BPI) | What a Time to be Alive  |
| 2020  | Times Like These de Live Lounge Allstars (feat. Zara Larsson) | disque d'argent (BPI) | —                        |
| 2022  | Words de Alesso (feat. Zara Larsson)                          | disque d'argent (BPI) | —                        |

## Tournées

### Artiste solo
- So Good World Tour (2017-2018)
- Don't Worry Bout Me Tour (2019)
- Poster Girl Tour (2021-2022)
- Venus Tour (2024)
- Midnight Sun (2025)

### En guest
- I Wish Tour de Cher Lloyd (2013-2014)
- Tournée américaine de Clean Bandit (2017)
- Divide Tour d'Ed Sheeran (2019)
- Kygo World Tour de Kygo (2024)
- Miss Possessive Tour de Tate McRae (2025)